# Олімп-2
Стадіон «Олімп — 2» (до 2002 стадіон «Ростсільмаш», в 2002–2005 стадіон «Олімп — 21 століття») — стадіон у місті Ростові-на-Дону, домашній стадіон футбольного клубу Ростов, місткість 15 840 глядачів. Був побудований в 1930 як підзвітна спортивна споруда машинобудівного заводу «Ростсільмаш». Багаторазово перебудовувався (останній раз у 2009 році), в 50-х роках XX століття стадіон був 9-м в Союзі за величиною: його місткість за рахунок двоярусних трибун дорівнювала 32000 осіб.

## Перейменування стадіону
У зв'язку з тим, що в 2005 році футбольний клуб Ростов був проданий тютюновим магнатом Іваном Саввіді, а назву стадіону асоціювалося з назвою продукції компанії «Донський тютюн», було ухвалено рішення про перейменування стадіону в "Олімп-2 ".
У березні 2008 року було оголошено конкурс серед уболівальників на найкращу назву стадіону.

## Реконструкція
Наприкінці 2002 року, за указом Івана Саввіді, була зруйнована Південна трибуна стадіону. Планувалося будівництво нової трибуни, з підтрибунними приміщеннями і козирком. Але будівництво трибуни, місткістю 3500 осіб (раніше планувалося 7000 осіб), почалося тільки через 5 років — у січні 2008 року. Загальна вартість будівництва Південної трибуни з проведення торгів становить 56 мільйонів 900000 рублів.
Разом з цим, припинено роботу торгового комплексу XXI століття, який перебував у приміщеннях західної трибуни. Тепер там планується розміщення спортивного комплексу.
Реконструкція стадіону триватиме кілька років. Крім будівництва нової південної трибуни, планується реконструкція північної та східної трибуни. У грудні 2008 року будівництво Південної трибуни було закінчено.

## Фінал Кубка Росії 2009/2010
16 травня 2010 року на стадіоні відбувся фінальний матч Кубка Росії з футболу 2010. Ростовський матч став першим в історії фіналом за межами московського регіону. У ході підготовки до фіналу на стадіоні збільшено до 600 число VIP-місць, розширена прес-ложа.